# 260 v. Chr.
Portal Geschichte | Portal Biografien | Aktuelle Ereignisse | Jahreskalender | Tagesartikel

◄ |
4. Jahrhundert v. Chr. |
3. Jahrhundert v. Chr. |
2. Jahrhundert v. Chr. |
►

◄ | 280er v. Chr. | 270er v. Chr. | 260er v. Chr. | 250er v. Chr. |
240er v. Chr. |
►

◄◄ | ◄ | 263 v. Chr. | 262 v. Chr. | 261 v. Chr. | 260 v. Chr. |
259 v. Chr. |
258 v. Chr. |
257 v. Chr. |
► |
►►
Staatsoberhäupter

## Ereignisse

### Politik und Weltgeschehen

#### Westliches Mittelmeer
- Frühjahr: Die bisherige Landmacht Rom stellt während des Ersten Punischen Krieges nach kurzer Bauzeit eine Kriegsflotte von 120 Schiffen (100 Fünf- und 20 Dreiruderer) in Dienst.
- Ein Teil der noch unerfahrenen römischen Flotte (rund 20 Schiffe unter dem Kommando des Konsuls Gnaeus Cornelius Scipio Asina) geht bei dem überstürzten Versuch verloren, sich der von Hannibal Gisko gehaltenen Liparischen Inseln zu bemächtigen: Schlacht bei den Liparischen Inseln.

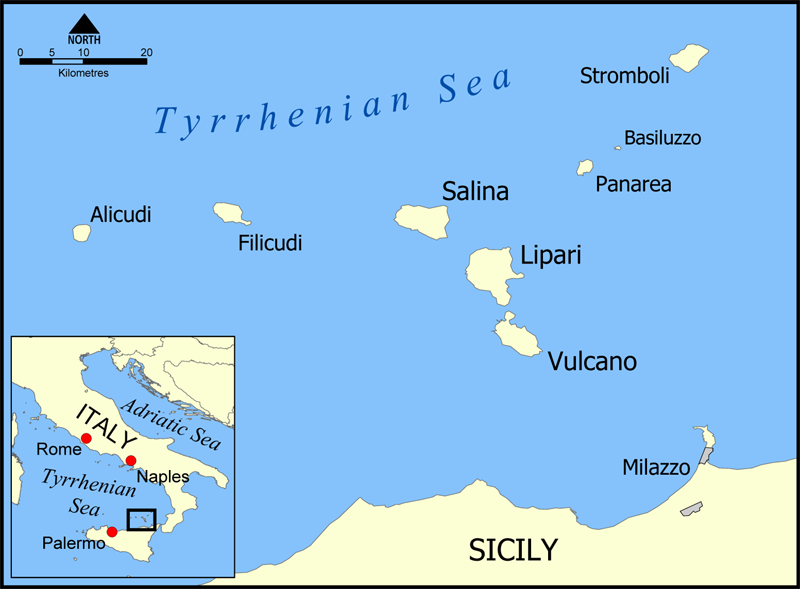
Ort der Seeschlacht von Mylae

- In der Seeschlacht von Mylae vor der Nordküste Siziliens besiegen die Römer unter Konsul Gaius Duilius die Karthager unter Hannibal Gisko. In Rom werden nach einem Triumphzug die Rammsporne der erbeuteten Schiffe an einer Ehrensäule (Columna rostrata) aufgestellt.
- Segesta unterwirft sich den Römern.

#### Östliches Mittelmeer
- Beginn des Zweiten Syrischen Krieges (bis 253 v. Chr.) zwischen Ägypten unter Ptolemaios II. und dem Seleukidenreich unter Antiochos II. Dieser fördert die Rebellion von Ptolemaios dem Sohn gegen dessen Vater Ptolemaios II., wobei der Sohn, der bis dahin die ägyptischen Verbände an der ionischen Küste befehligt hatte, mit Milet unter Timarchos und mit Samos zusammenarbeitet.
- um 260 v. Chr.: Demetrios II., Sohn des makedonischen Königs Antigonos II. Gonatas, schlägt den Invasionsversuch des epirotischen Königs Alexander II. zurück. Nach Alexanders Tod wird seine Frau Olympias Regentin für die Söhne Pyrrhus und Ptolemaios.

#### Asien
- Schlacht von Changping: Der chinesische Staat Qin erringt während der Zeit der Streitenden Reiche einen bedeutenden Sieg gegen Zhao und lässt der Überlieferung nach alle (angeblich 400.000) Kriegsgefangenen lebendig begraben. Zhao wird zu einem Bündnis mit Qin gezwungen. Die Schlacht ist ein wichtiger Schritt auf dem Weg zur Reichseinigung unter der Qin-Dynastie.

### Wissenschaft und Technik
- Philon von Byzanz beschreibt erstmals Wasserräder.
- Ädil Publius Claudius Pulcher lässt eine von ihm angelegte Straße erstmals mit Meilensteinen versehen.

## Geboren
- um 260 v. Chr.: Tiberius Sempronius Longus, römischer Consul und Feldherr

## Gestorben

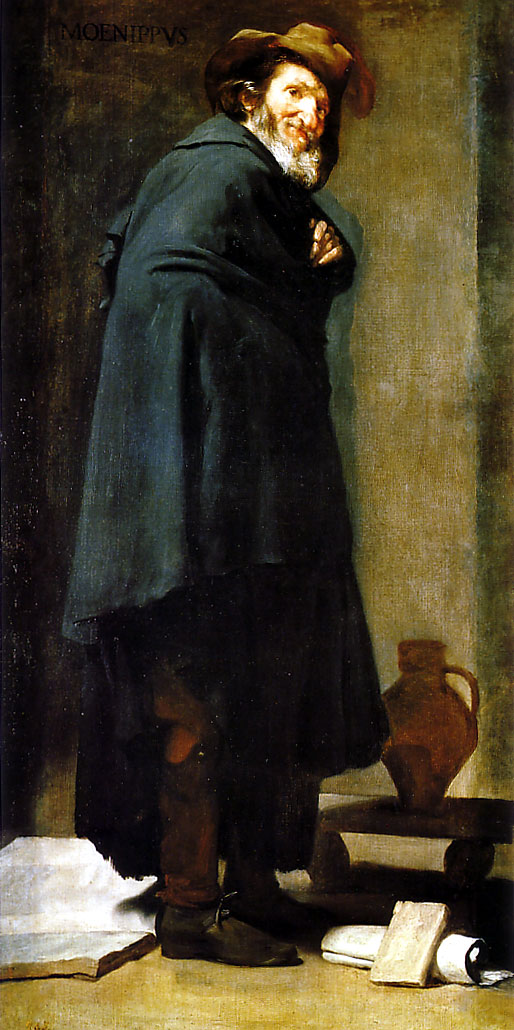
Menippos, Gemälde von Diego Velázquez

- Timocharis von Alexandria, griechischer Astronom (* um 320 v. Chr.)
- um 260 v. Chr.: Euhemeros, griechischer Philosoph (* um 340 v. Chr.)
- um 260 v. Chr.: Hermarchos, griechischer Philosoph (* um 340 v. Chr.)

- um 260 v. Chr.: Menippos von Gadara, griechischer Satiriker (* um 330 v. Chr.)
- um 260 v. Chr.: Zenodotos von Ephesos, griechischer Gelehrter (* um 325 v. Chr.)